# Hasur, Syria
Hasur (tiếng Ả Rập: حاصور) là một ngôi làng ở phía bắc Syria nằm về phía tây bắc của Homs ở tỉnh Homs. Theo Cục Thống kê Trung ương Syria, Hasur có dân số 1.149 người trong cuộc điều tra dân số năm 2004. Cư dân của nó chủ yếu là Alawites.